# ウェヌス
ウェヌス（古典ラテン語: Venus - [ˈwɛ.nʊs]）は、ローマ神話の愛と美の女神。日本語では英語読みである「ヴィーナス」([ˈvi.nəs]) の名で呼ばれることが多い。その名は「魅力」を意味する。

## 概要
本来は囲まれた菜園を司る神であったが、後にギリシア神話におけるアプロディーテーと同一視され、愛と美の女神と考えられるようになった。一般には半裸或いは全裸の美女の姿で表される。ウェヌスは固有の神話が残っておらず、ローマ神話でウェヌスに帰せられる神話は本来アプロディーテーのものである。
ウゥルカーヌスの妻だが、マールス、メルクリウス、アドーニス、アンキーセースたちとのロマンスが伝えられている。このうちのアンキーセースとの間の子アエネーアースはローマ建国の祖にして、ガーイウス・ユーリウス・カエサルの属するユーリウス氏族の祖とされた。ここからカエサルはウェヌスを祖神として、彼女を祀る為の壮麗な神殿を奉献したという。また、カエサルの祖神として軍神ともされた。
ギリシアではアプロディーテーが金星を司るとされ、それに影響を受けてラテン語でも金星をウェヌスと呼ぶ。ヨーロッパ諸語で金星をウェヌスに相当する名で呼ぶのはこのためである。また、ラテン語で金曜日はdies Veneris（ウェヌスの日）であり、多くのロマンス諸語でのこの曜日の名称はそれに由来する。 
ウェヌス（ヴィーナス）は女性の美しさを表現する際の比喩として用いられたり、愛神の代名詞としても用いられる。近世以降は女性名にも使われるようにもなった。また、マールスが「戦争」「武勇」「男性」「火星」を象徴するのに対してウェヌスは「愛」「女性」「金星」の象徴として用いられることも多い。性別記号で女性は「♀」と表記されるが、本来はウェヌスを意味する記号である。

## 添え名

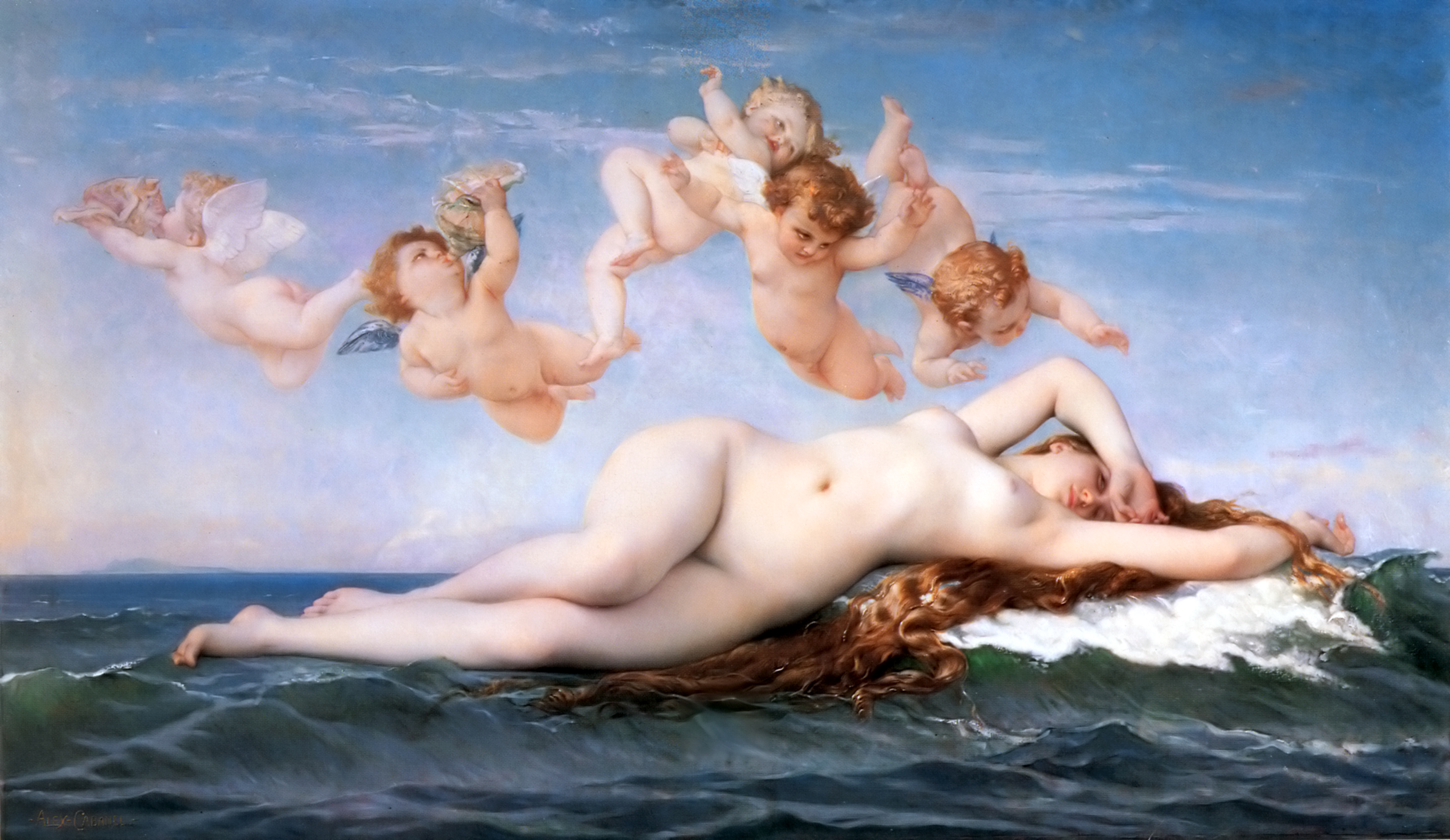
アレクサンドル・カバネル『ヴィーナスの誕生』（1863年）

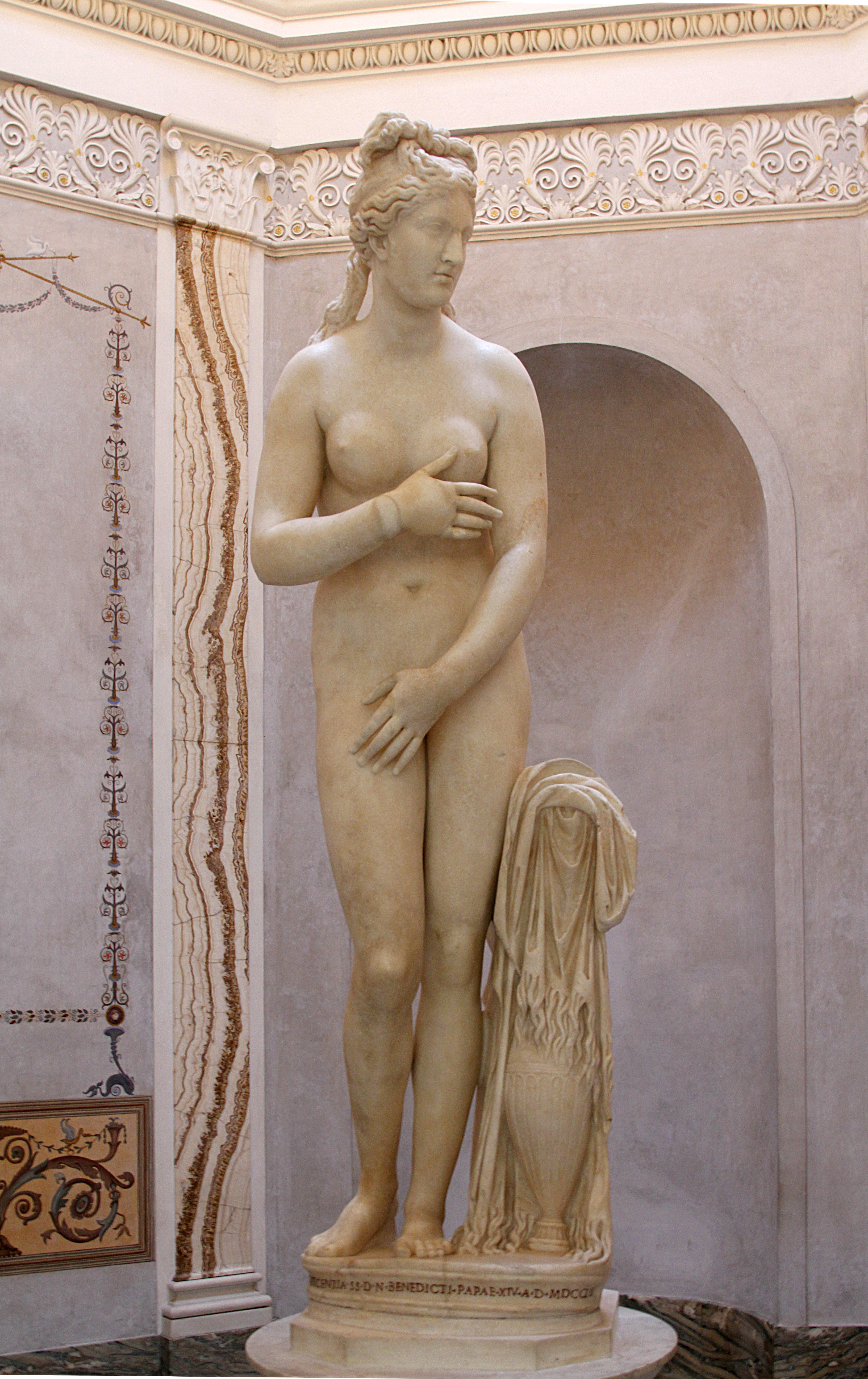
カピトリーノのヴィーナス（カピトリーノ美術館、ローマ）

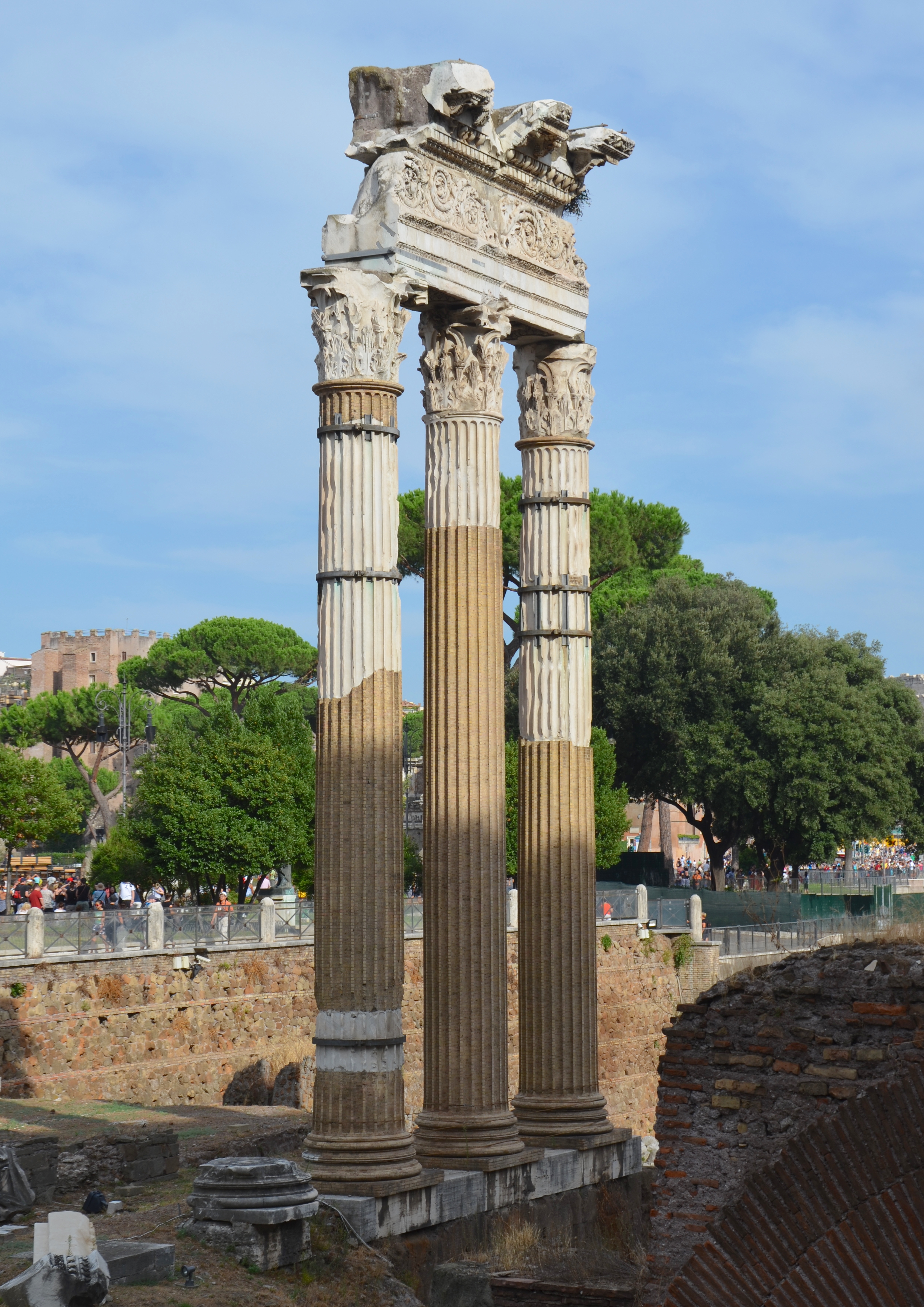
カエサルのフォルムのウェヌス・ゲネトリクス神殿、ローマ

他の主要なローマの神々と同じように、ウェヌスは女神の異なる側面や役割りを指し示すためのさまざまな添え名があった。
ウェヌス・アキーダリア (Venus Acidalia)
セルウィウス (Servius) によれば、よくウェヌスがグラーティアたちと沐浴したオルコメヌス近郊のアキーダリウスの泉に由来する。他の人々はその名をギリシア語のacides (άκιδες)、すなわち懸念または苦労と結びつける。
ウェヌス・クロアーキーナ（Venus Cloacina, 浄化者ウェヌス）
ウェヌスとエトルーリアの水の女神クロアーキーナとの習合で、おそらくはクロアーカ・マクシマ（Cloaca Maxima,　ローマの下水道システム）の近くで目立っていたウェヌスの像に起因する。その像はローマ人とサビーニー人の間で和平が結ばれた場所に建てられた。
ウェヌス・エリュキーナ（Venus Erycina, エリュクスのウェヌス、ウェヌス・エルキーナ〈Venus Erucina〉とも呼ばれた）
西シキリアのエリュクス山 (Mount Eryx) を起源とした。彼女への神殿がカピトーリーヌスの丘とコッリーナ門の外とに建てられた。彼女は“不純な”愛を体現し、娼婦たちの守護女神だった。
ウェヌス・フェーリクス（Venus Felix, 好意的なるウェヌス）
"Venus Felix et Roma Aeterna"（好意的なるウェヌスと永遠のローマ）に捧げられた神殿のために使われた添え名。この添え名はまたバチカン美術館の特定の彫刻にも使われる。
ウェヌス・ゲネトリクス（Venus Genetrix, 母なるウェヌス）
ローマの人々の祖先、母性と家庭生活の女神としての名称。彼女を敬った祝祭が9月26日に開催された。とりわけウェヌスはユーリウス氏族の祖先とみなされたので、ユーリウス・カエサルはローマにおいて彼女に神殿を捧げた。この名前はまたアプロディーテー及びウェヌスの像の一つの図像学的なタイプに付随している。
ウェヌス・カッリピューゴス（Venus Kallipygos, 綺麗なお尻のウェヌス）
シュラークーサエで崇拝された形態。
ウェヌス・リーベルティーナ（Venus Libertina, 解放女奴隷ウェヌス）
おそらくlubentina（“愉快な”または“情熱的な”を意味しているかもしれない）をlibertinaと間違えたローマ人による誤解から生じたウェヌスの添え名である。関連があるかもしれないのは、おそらく葬儀の女神リビティーナと前述のlubentinaとの混同から生じ、リビティーナとウェヌスの融合を引き起こした添え名のウェヌス・リビティーナ (Venus Libitina) —またはLibentina, Libentia, Lubentina, Lubentini, Lubentiaとも呼ばれる—である。エスクイリーヌスの丘の神殿がウェヌス・リビティーナに捧げられた。
ウェヌス・ムルキア（Venus Murcia, ミュルトゥスのウェヌス）
女神をわずかしか知られていない神格ムルキアまたはムルティアと結びつけた添え名。ムルキアはミュルトゥスの木と結びつけて考えられたが、他の資料では怠惰と無精の女神と呼ばれた。
ウェヌス・オブセクェンス（Venus Obsequens, いさぎよきウェヌスまたは寛大なるウェヌス）
クゥイントゥス・ファビウス・マクシムス・グルゲスによって第三次サムニウム戦争の間、紀元前3世紀初めに建立された神殿のための添え名。それは姦通で有罪判決を受けた女性たちからの罰金で建てられた。ローマにおける最も古いウェヌス神殿で、おそらくはキルクス・マクシムス近くのアウェンティーヌスの丘の麓に位置した。その奉納式は8月19日で、ウィーナーリア・ルスティカ祭において祝われた。
ウェヌス・ウーラニア（Venus Urania, 天のウェヌス、アプロディーテー・ウーラニアー）
バシリカ・フォン・ラムドーア (Basilius von Ramdohr) の書物、ポンペオ・マルケージ (Pompeo Marchesi) のレリーフ、そしてクリスティアン・グリーペンケール (Christian Griepenkerl) の絵画のタイトルとして使われた添え名。
ウェヌス・ウェルティコルディア（Venus Verticordia, 心を変えるウェヌス）
4月1日、悪徳からの保護者であるこの名のウェヌスを讃えてウェネラーリア祭が祝われた。ウェヌス・ウェルティコルディアの神殿は、3人のウェスタの巫女たちの不貞の償いをするためのシビュラの書の指示で、紀元前114年にローマで建設され、4月1日に除幕された。
ウェヌス・ウィクトリクス（Venus Victrix, 勝利のウェヌス）
ギリシア人が女神イシュタルを戦争の女神として東方から受け継いだ、武装したアプロディーテーの様相で、ウェヌスはスッラにもカエサルにも勝利をもたらすことができた。これはポンペーイウスが紀元前55年に、カンプス・マルティウス（マールスの野）の彼の劇場の上部に神殿を捧げたウェヌスだった。ウェヌス・ウィクトリクスへの社はカピトーリーヌスの丘にもあり、彼女への祝祭が8月12日と10月9日に催された。彼女のための犠牲が年に一度、後者の日に捧げられた。新古典主義美術において、このタイトルは“男たちの心に対する勝利のウェヌス”の意味で、またはパリスの審判の文脈でしばしば用いられた（たとえば、カノーヴァによるポーリーヌ・ボナパルトの半裸の横たわる彫像であるウェヌス・ウィクトリクス）。
ウェヌスのための他の重要な添え名は、ウェヌス・アミーカ（Venus Amica, 友人としてのウェヌス）、ウェヌス・アルマータ（Venus Armata, 武装したウェヌス）、ウェヌス・カエレスティス（Venus Caelestis, 天のウェヌス）、そしてウェヌス・アウレア（Venus Aurea, 黄金のウェヌス）などであった。

## 芸術作品におけるウェヌス（ヴィーナス）

### 美術

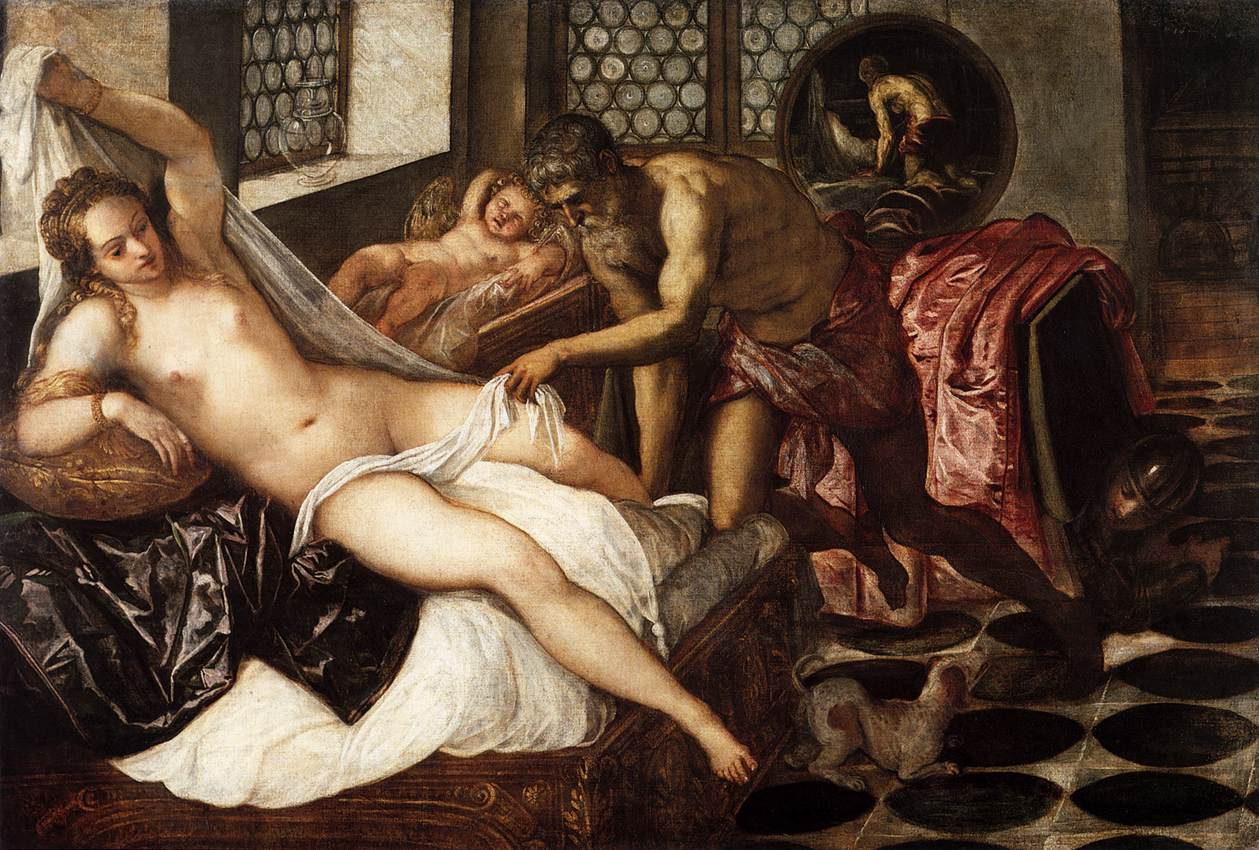
ティントレット『ウルカヌスに驚かされるヴィーナスとマルス』

（以下の作品名は慣用にしたがい「ヴィーナス」と表記する。）
- 『ミロのヴィーナス』
- 『ヴィーナスの誕生』（ボッティチェリ）
- 『ウルビーノのヴィーナス』（ティツィアーノ）
- 『鏡のヴィーナス』（ディエゴ・ベラスケス）
- 『ヴィーナスの誕生』（アレクサンドル・カバネル）

### 文学
- 『アエネーイス』（ウェルギリウス）
- 『詩集』（ホラティウス）
- 『変身物語』（オウィディウス）
- 『黄金のろば』（アープレーイウス）

### 演劇
- 牧歌劇『アミンタ』（トルクァート・タッソ）
- オペラ『タンホイザー』のヴェーヌス（ワーグナー）

## ギャラリー

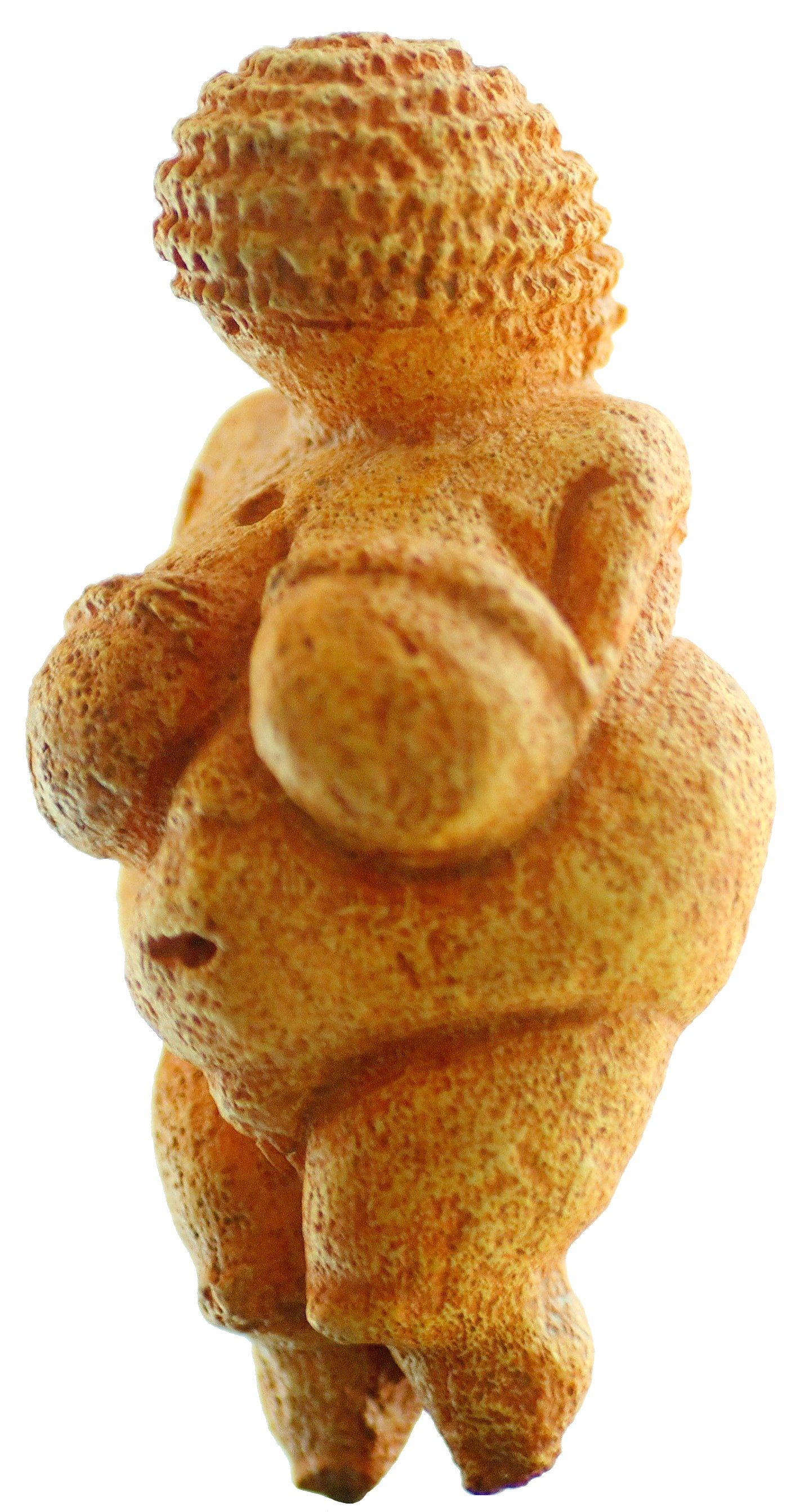
ヴィレンドルフのヴィーナス（オーストリア）
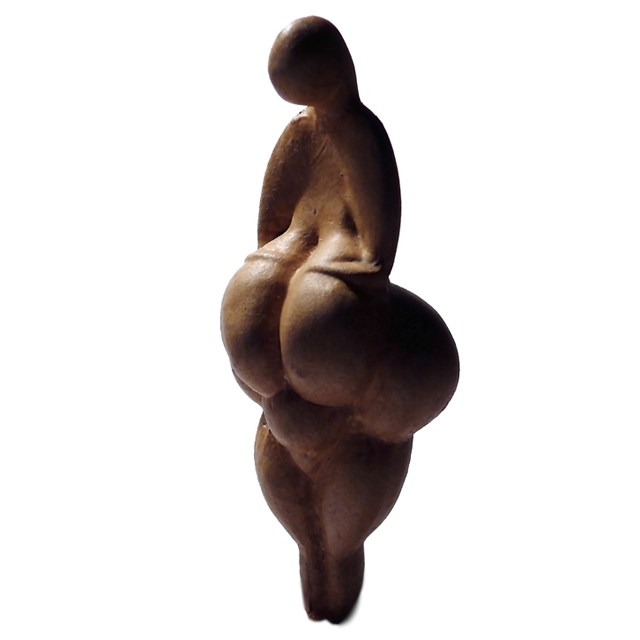
レスピューグのヴィーナス（フランス）
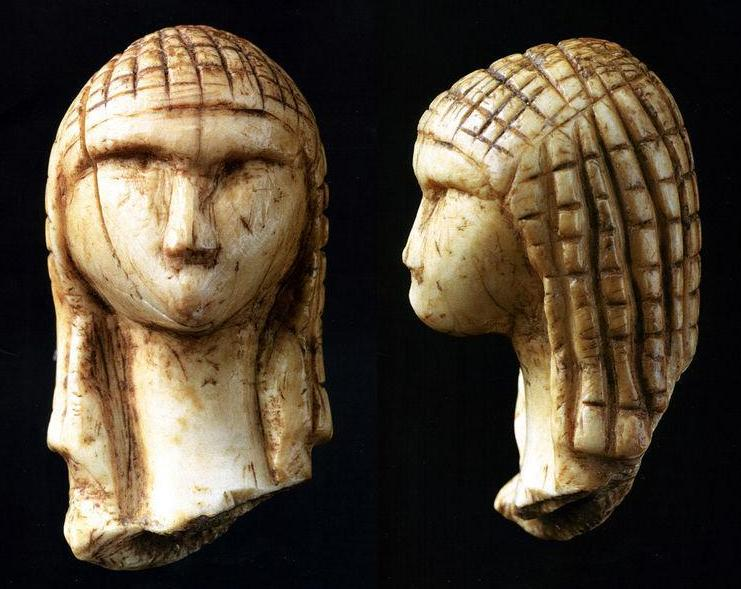
ブラッサンプイのヴィーナス（フランス）
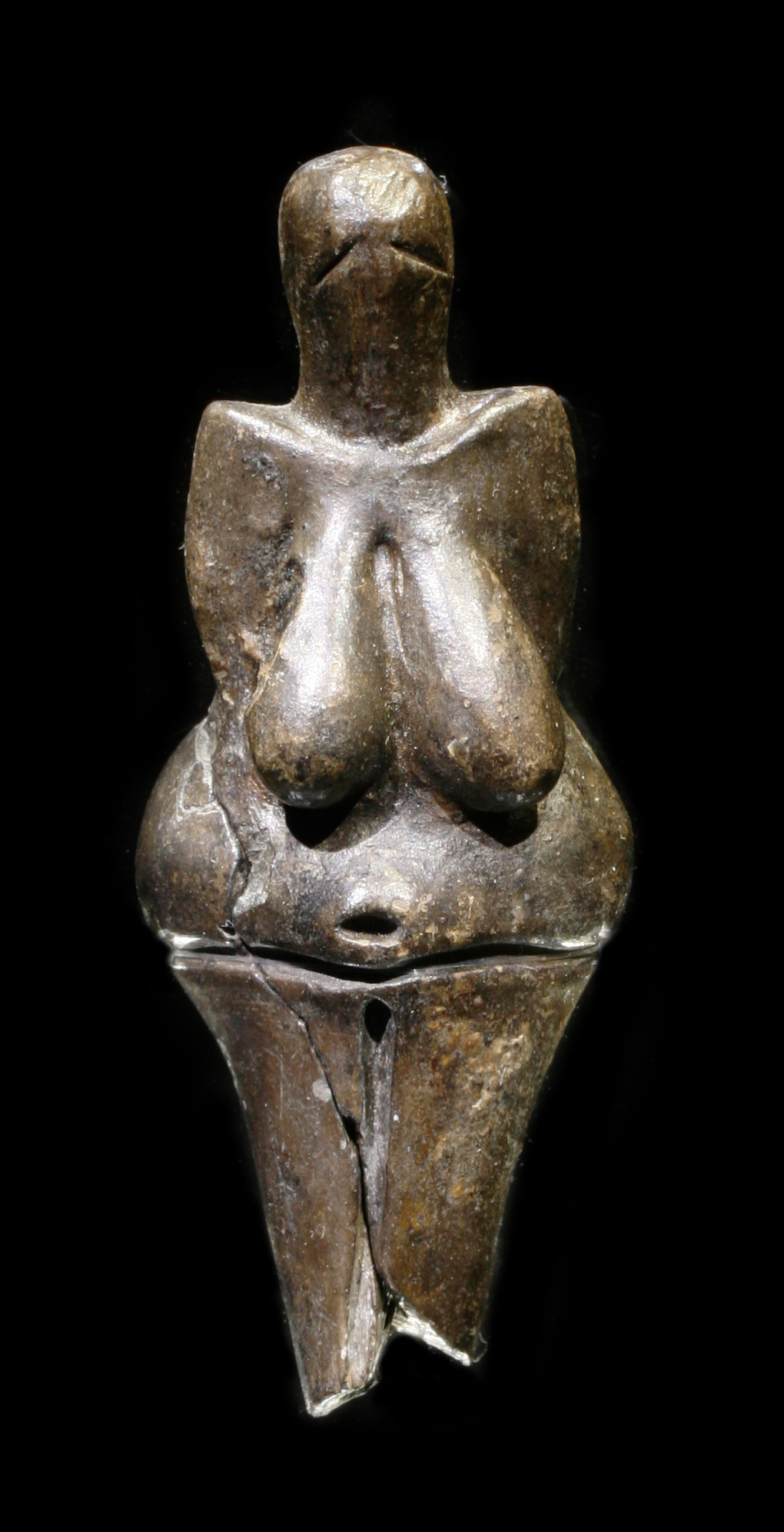
モラヴィアのヴィーナス（チェコ共和国）
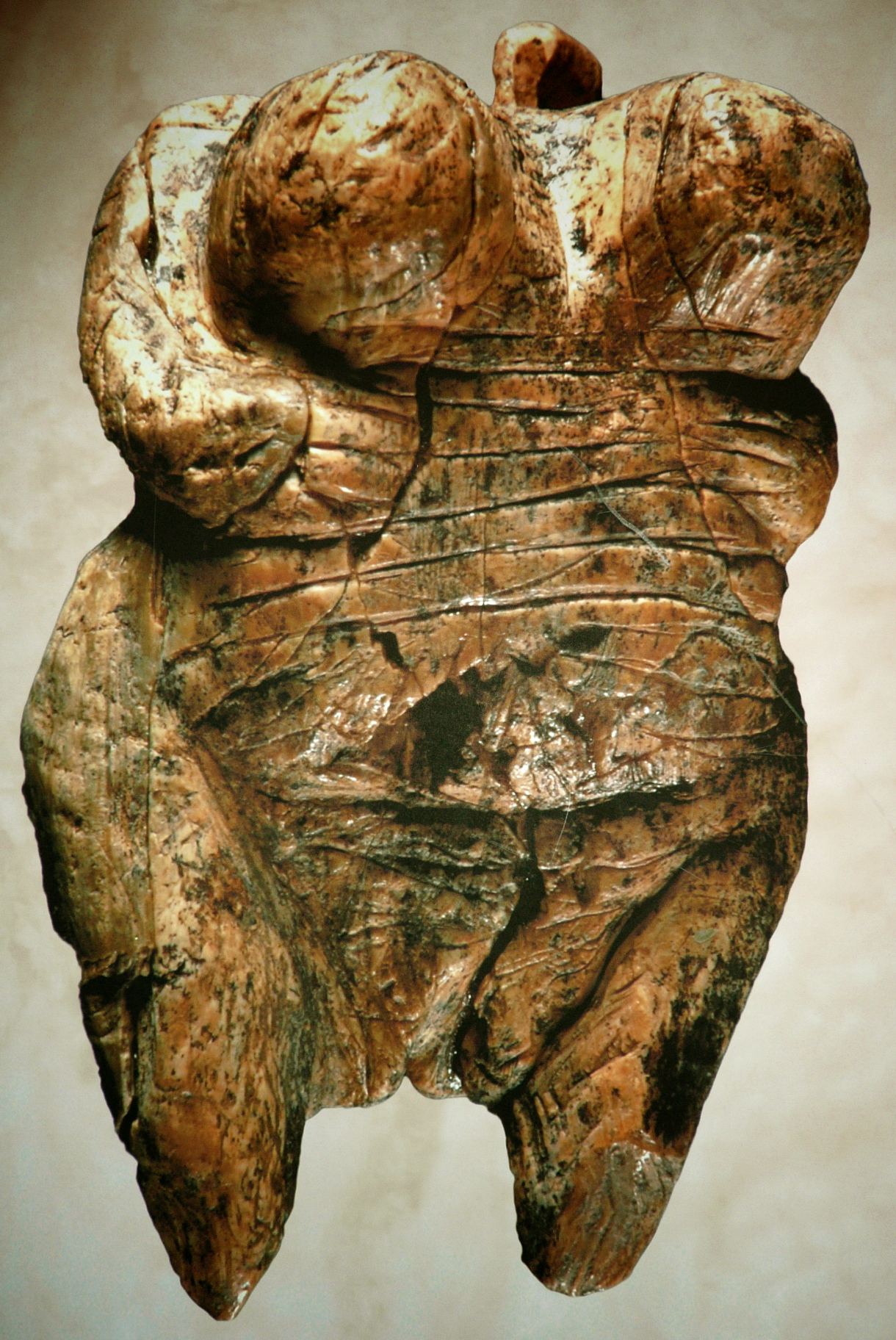
ホーレ・フェルスのヴィーナス（ドイツ）
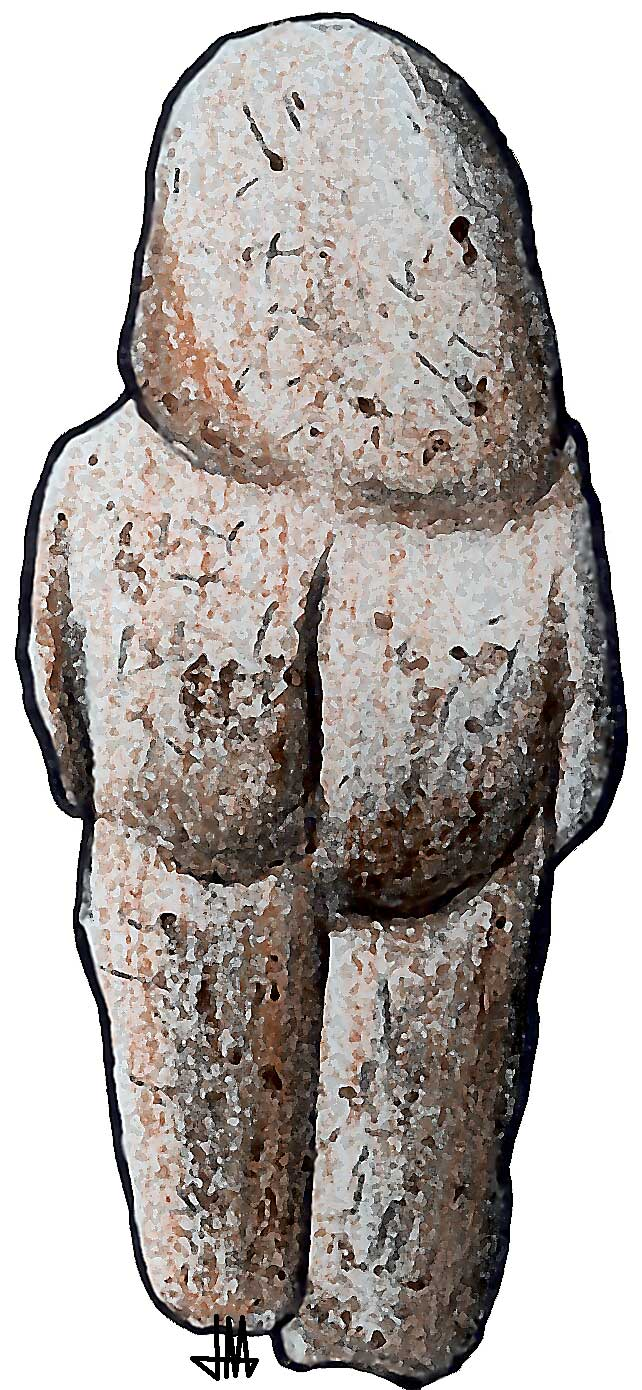
タンタンのヴィーナス（モロッコ）
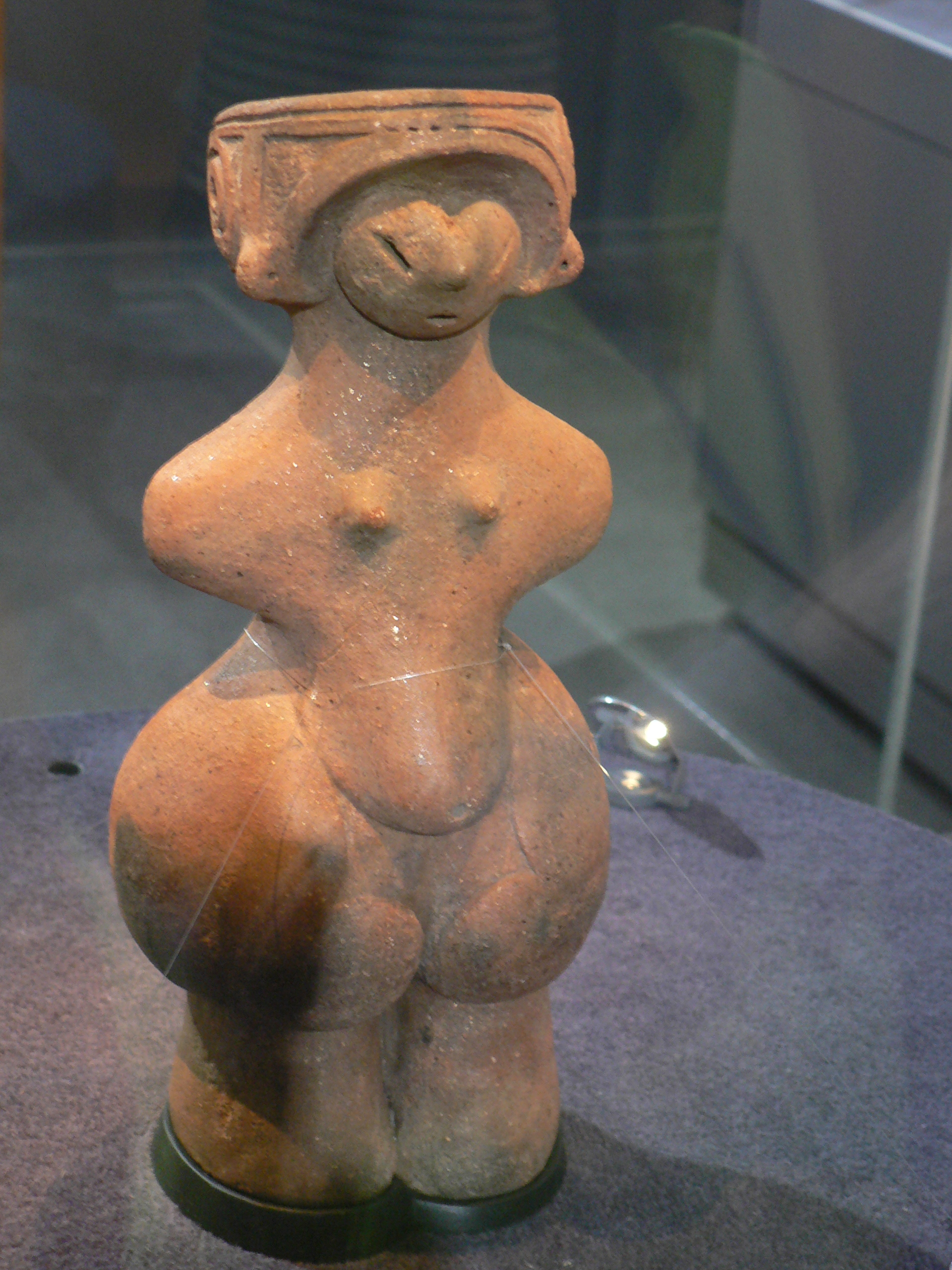
縄文のビーナス（日本、長野県）